# Eudorylas hasanicus
Eudorylas hasanicus är en tvåvingeart som beskrevs av Kuznetzov 1990. Eudorylas hasanicus ingår i släktet Eudorylas och familjen ögonflugor. Inga underarter finns listade i Catalogue of Life.